# Sant’Angelo in Pescheria
Sant’Angelo in Pescheria (lat. Santi Angeli in Foro Piscario) ist eine römisch-katholische Kirche in Rom. Sie steht teilweise auf antiken Überresten, der Rest der Portikus der Octavia dient ihr als offener Vorraum. Sie ist Klosterkirche der Caraccioliner und Titelkirche. Sie enthält zahlreiche Reliquien. Bekannt ist sie daneben noch für ihre Ausstattung mit Kunstwerken verschiedener Jahrhunderte.

## Lage und Namensgebung
Die Kirche liegt in dem nach ihr benannten XI. römischen Rione Sant’Angelo. Ihre Nordseite grenzt fast unmittelbar an die Apsis von Santa Maria in Campitelli. Ihr Patrozinium hat sie, seit dem 8. Jahrhundert, vom Erzengel Michael, davor war sie der im Innenraum befindlichen Inschrift nach, ursprünglich und wohl nur für sehr kurze Zeit, dem Apostel Paulus von Tarsus geweiht. Den Beinamen in Pescheria hat sie, weil sich bis noch in die frühe Neuzeit in unmittelbarer Umgebung der römische Fischmarkt befand, der Beiname wird erstmals im 12. Jahrhundert erwähnt.

## Geschichte und Baugeschichte

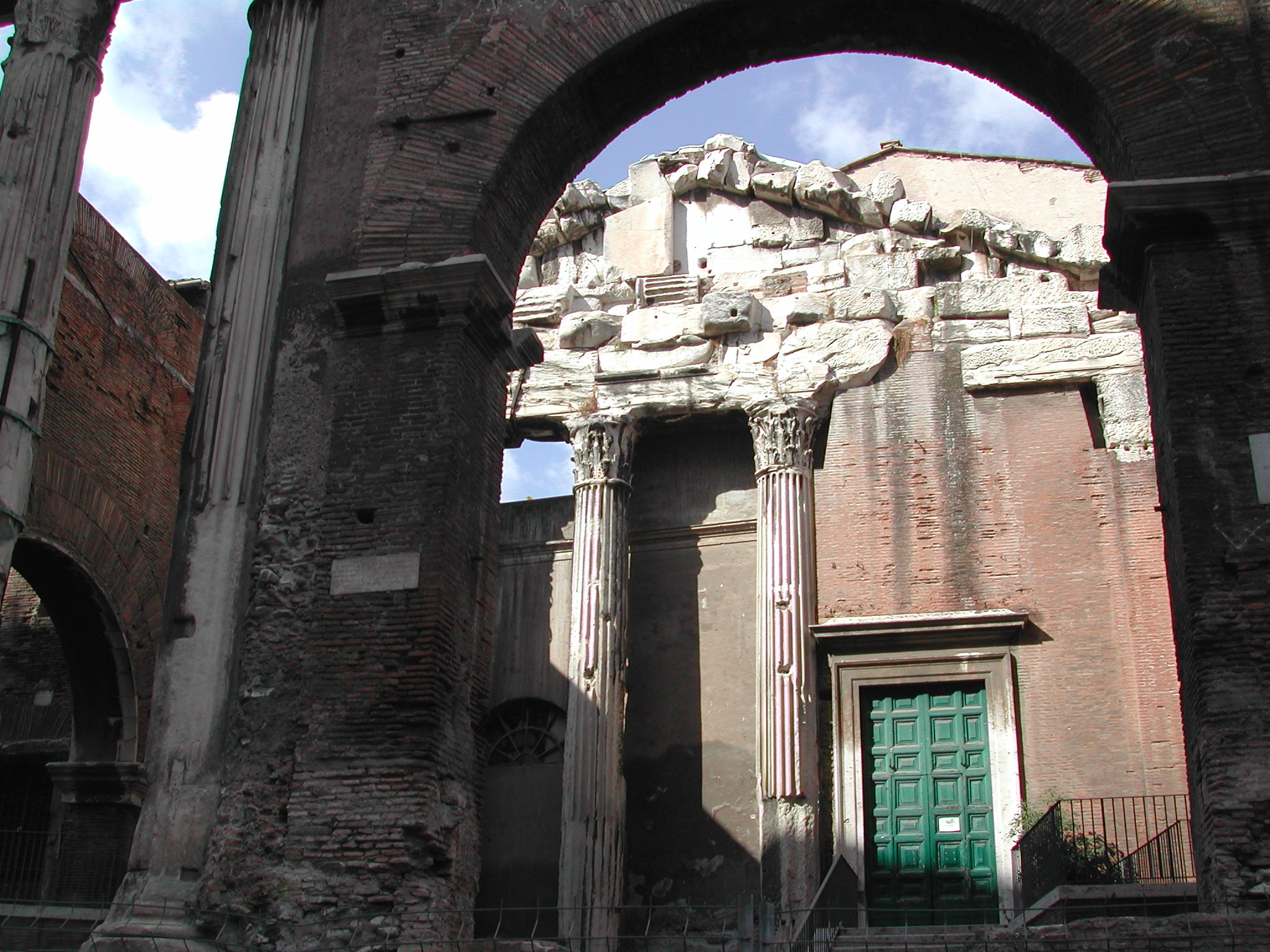
Blick in den offenen Innenraum des Portikus der Octavia mit dem Portal von Sant’Angelo

Die heute noch vorhandenen aufrechten Bauteile der Portikus nach korinthischer Ordnung stammen aus severischer Zeit, eine Architravinschrift hat sich erhalten, aus ihr geht das Jahr 203 n. Chr. hervor. Allerdings wurden größere Mengen der Bauteile des Neubaues der Portikus unter Kaiser Commodus 191 n. Chr. verwendet. Es gibt Hinweise, dass möglicherweise bereits im späten 5. oder im frühen 6. Jahrhundert hier eine Kirche errichtet wurde, die Zuschreibungen sind aber sehr unsicher. Die Inschrift in der Kirche, die erstmals fast eindeutig die Errichtung im 8. Jahrhundert erwähnt, lautet: EST ENIM DEDICATIO ECCLESIE ISTIVS / AD NOMEN BEATI PAVLI APOSTOLI CALENDAS / IVNIAS PER INDICTIONE OCTABA ANNO AB INITIO MVNDI SEX MILIA DVCENTOS / SEXAGINTA TRES TEMPORIS DOMNI / STEPHANI IVNIORIS PAPAE THEODOTVS / HOLIM DVX NVNC PRIMICERIVS SANCTAE SEDIS / APOSTOLICAE ET PATER VIVVS BENERABILIS DIACONAE A SOLO / EDIFICAVIT PRO INTERCESSIONEM ANIMAE SVAE / ET REMEDIVM OMNIVM PECCATORUM. Das Problem an der Zeitangabe – 1. Juni des Jahres 6263 nach dem Beginn der Schöpfung – ist, dass die Inschrift nicht verrät, ob sie sich auf die alexandrinische oder die Schöpfungsära von Konstantinopel bezieht, wodurch sich eine Differenz von 15 Jahren ergibt, eben entweder 755 oder 770. Ebenfalls im 8. Jahrhundert wurden erstmals Reliquien in die Kirche verbracht, später noch weitere. Die Krypta kann möglicherweise auch bereits dem 8. Jahrhundert entstammen. Die Kirche erhielt die Gestalt, in der sie heute dasteht, im Wesentlichen bei Umbauten im späten 13. Jahrhundert: erst jetzt wurden die Interkolumnien der Reste der Portikus nördlich für den Bau der Fassade in diesem Jahrhundert teilweise mitverwendet, bei der südlichen, vorderen Reihe wurden die heute fehlenden Säulen durch den Rundbogen aus Ziegelmauerwerk ersetzt. Am 20. Mai 1347 wurde die Kirche mittelbar Teil der politischen Geschichte Roms, Cola di Rienzo nahm die Kirche zum Ausgangspunkt seines Zuges und der folgenden Eroberung des Kapitols. An dem sich noch bis in die frühe Neuzeit in der Nachbarschaft befindlichen Fischmarkt gründete sich 1571 die Università de’Pescivendoli, also die Zunft der römischen Fischhändler, sie übernahmen die Kirche als Zunftkirche und statteten sie weiter aus. Das Gebäude wurde noch mehrfach vom 17. bis zum 19. Jahrhundert teilweise grundlegend und im Geschmack der Zeit renoviert. 1869/70, ebenfalls während einer Restaurierung, wurde die Apsis um drei Meter verlängert. Die Kirche war nach ihrer Zeit als Zunftkirche auch bis 1909 Pfarrkirche, danach verlor sie diese Funktion an San Lorenzo in Lucina. 1928 stürzte die Decke des Mittelschiffs ein und wurde durch die heutige Holzkonstruktion ersetzt.
Erwähnenswert ist noch, dass sich die Kirche im Bereich des einstmals hier gelegenen jüdischen Ghettos befindet. Die hier lebenden Juden wurden, im Falle des Nichtnachkommens der Anweisung, auch mit Gewalt gezwungen, sich jeden Samstag eine Predigt eines Dominikaners anzuhören. Der Erlass stammt von Papst Gregor XIII. aus dem Jahr 1584 und bestand, wenn auch seit 1823 deutlich gemildert, noch bis 1847, erst Pius XI. schaffte ihn ab.

## Inneres und Ausstattung

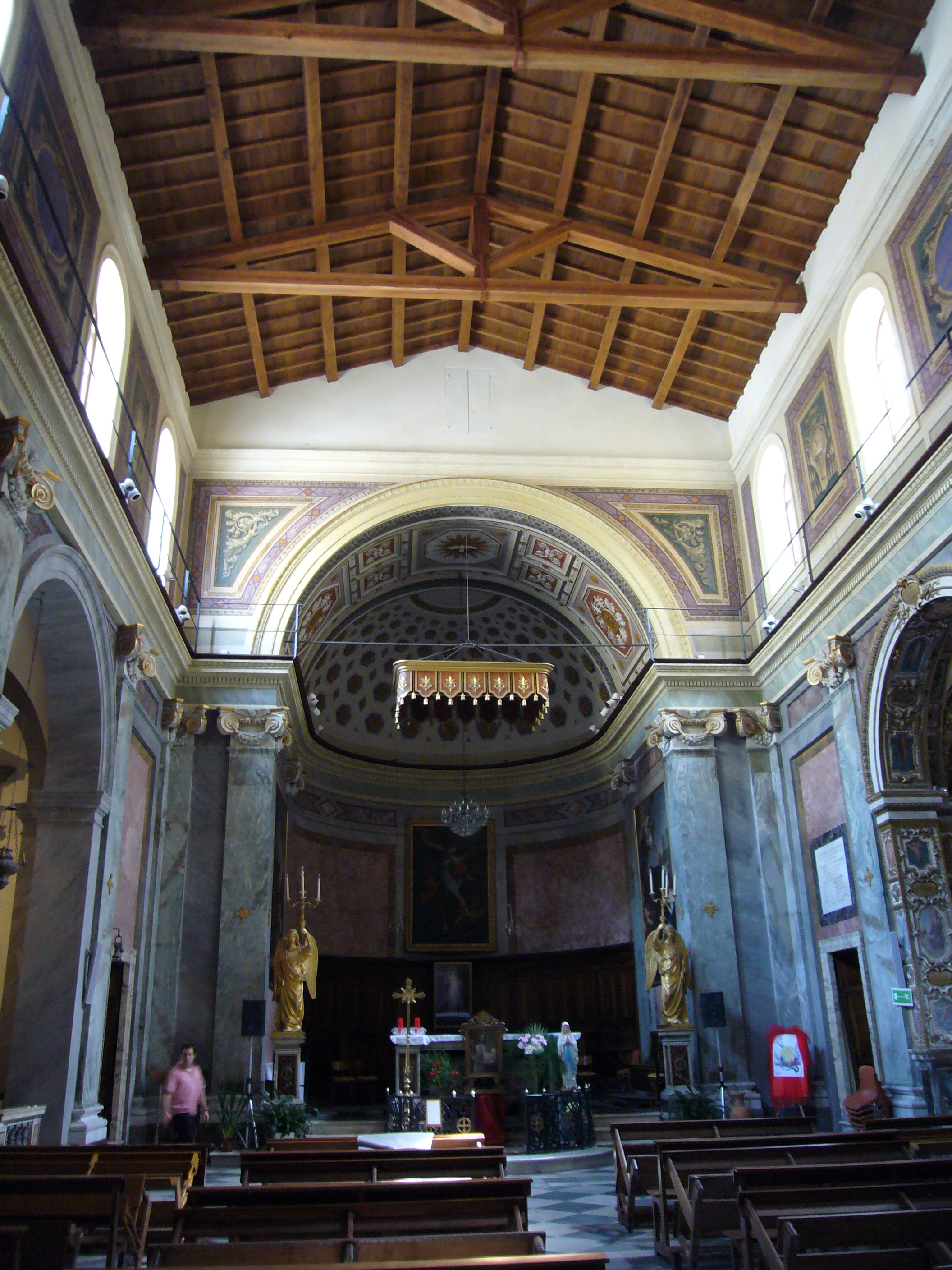
Blick in das Mittelschiff zur Apsis hin, vorne rechts am Bildrand angeschnitten der Arkadenbogen zur Cappella di Sant’Andrea

Die Kirche ist eine dreischiffige Pfeilerbasilika, das Mittelschiff ist demnach höher als die Seitenschiffe. Die Kirche verfügt über kein Querschiff und läuft in einer halbrunden Apsis aus. Das Portal vom Portikus her führt nicht, wie üblich, in das Mittelschiff, sondern in das rechte Seitenschiff. Die ungleich langen Seitenschiffe verfügen über Kreuzgratgewölbe.
Zwischen den jeweils drei Arkadenbögen sind den Pfeilern Pilaster, ebenso im kurzen, tonnengewölbten Presbyterium zur Apsis hin, nach ionischer Ordnung mit Festons vorgestellt, lediglich das vordere rechte Joch folgt toskanischer Ordnung, es ist die Cappella di Sant’Andrea.
Die Hochwände des Mittelschiffes werden von je fünf Rundbogenfenstern durchbrochen, die Wandflächen dazwischen sind ausgemalt. Die Malereien, dargestellt sind Wappen, stammen von Luigi Fontana aus dem 19. Jahrhundert.
Das von Eingang her erste Seitenschiffsjoch rechts enthält ein Altarretabel des aus Genua stammenden Malers Giovanni Battista Brughi (1660–1730). Dargestellt sind die Hl. Laurentius und Kyrus.
Das mittlere Joch des rechten Seitenschiffes enthält das Grab des Jakob Hieronymus Richebach, gest. 1841. Er war Mathematiker und Astronom und lehrte u. a. am damaligen Collegio Romano, heute die Päpstliche Universität Gregoriana. Sein Grab enthält auch seine Büste.

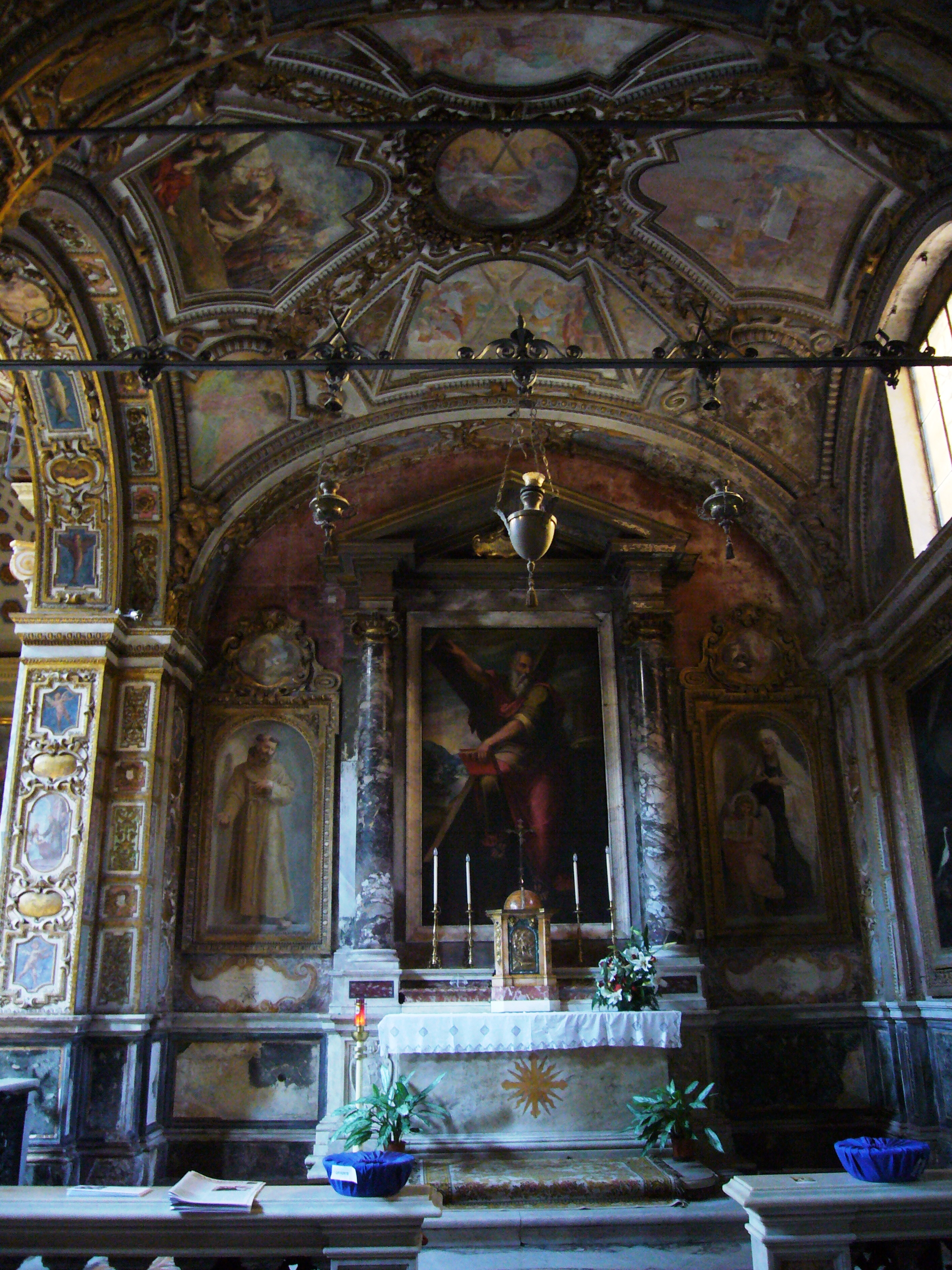
Blick in die Cappella di Sant'Andrea

Das vorderste Joch rechts zur Apsis hin wurde zur Cappella di Sant’Andrea ausgebaut. Die Arbeiten wurden von der Università de'Pescivendoli ab 1571 in Auftrag gegeben. Der Raum ist prächtig mit Stuck und Marmorintarsien ausgestattet, im Paviment befindet sich aus Marmorintarsien das Wappen der Zunft. Der Altaraufbau folgt in den flankierenden Säulen Ionischer Ordnung mit Festons, ein durchbrochener Dreiecksgiebel schließt ihn. Das Altarbild, dargestellt ist der Patron, der Hl. Andreas, stammt möglicherweise von Giorgio Vasari. Der Altar wurde 1727 von Papst Benedikt XIII. persönlich geweiht. Die  Fresken des Unterzuges des Arkadenbogens sowie des Gewölbes sind Arbeiten des 16. und 17. Jahrhunderts mit Szenen aus dem Leben des Hl. Andreas, sie stammen von Innocenzo Tacconi.
Gegenüberliegend, im vordersten Joch des linken Seitenschiffes, stammt der üppige Altar aus bemaltem Stuck und Holz aus dem Barock. Er enthält ein Holzkruzifix, umgeben von Passionsszenen.
Das erste Joch im linken Seitenschiff enthält ein Fresko mit einer Darstellung der Thronenden Maria mit Jesuskind und Engeln. Es ist eine Arbeit von Benozzo Gozzoli oder stammt aus seiner Schule. Es befand sich ursprünglich nicht an dieser Stelle, sondern an der nördlichen Außenwand der Sakristei. Auf dem Altarblatt befindet sich eine byzantinische Ikone, eine Mariendarstellung. Sie ist stilistisch verwandt mit den Fresken von San Nicola in Carcere, was auf eine Entstehungszeit im ausgehenden 12. Jahrhundert hinweist. Der Raum enthält noch die Gräber von Kardinal Domenico de Simoni, verstorben 1837, sowie einer Frau, Mattea de Fuscis, sie starb 1400.
Der Marmorsarkophag des Hochaltars in der Apsis enthält die Reliquien einer Reihe an Märtyrern. Sie starben in Tivoli, die Gebeine wurden im 8. Jahrhundert in den ersten Kirchenbau verbracht. Sie gerieten in Vergessenheit und wurden erst 1559 bis 1566 wiederentdeckt, als man den Hochaltar vom Presbyterium in die Apsis versetzte. Der heutige Sarkophag ist eine recht moderne Arbeit, er wurde 1873 geweiht. Er enthält die Heiligen Getulius, seine Frau Symphorosa und ihre sieben Kinder: Crescentius, Iulianus, Nemesius, Primitivus, Iustinus, Stateus und Eugenius, alles Söhne. Unter Papst Sixtus V. folgten noch zwei weitere Heilige, Kyros von Alexandria und Johannes von Edessa.
Die Krypta schließlich wurde erst 1872 wiederentdeckt. Der Zugang erfolgt vom Hochaltar. Sie enthält einen Vorraum mit dem Raummaßen 2,30 × 2,30 Meter, dahinter befindet sich die eigentliche Gruft, sie ist 3,75 Meter lang und 6,95 Meter breit. Gegliedert wird der Raum durch zwei Säulen Ionischer Ordnung, die die Kreuzgratgewölbe tragen. Nicht geklärt ist, wann die Krypta angelegt wurde, die Datierungsversuche schwanken zwischen bereits dem 8. und dem 15. Jahrhundert.